# 首席执行官 (阿富汗)
阿富汗伊斯兰共和国首席执行官是阿富汗政府内的一个非正式职位，相当于担任阿富汗政府首脑。该超宪法职位是在2014年9月设立的，原因是2014年阿富汗总统选举后出现争议，当时阿什拉夫·加尼和阿卜杜拉·阿卜杜拉都宣称在那次选举中获胜，而阿卜杜拉是唯一担任该职位的人。作为民族团结协议的一部分，各方同意阿什拉夫·加尼担任总统，并为阿卜杜拉·阿卜杜拉设立阿富汗伊斯兰共和国首席执行官的新职位。相当于其它国家的总理、政府首脑。
在他竞选总统一职后，由于与加尼存在争议，该职位自2020年起一直空缺，直到2021年伊斯兰共和国垮台， 塔利班重新掌权。
| 姓名              | 肖像 | 就任          | 卸任          | 政党           |
| ----------------- | ---- | ------------- | ------------- | -------------- |
| 阿卜杜拉·阿卜杜拉 |      | 2014年9月29日 | 2020年2月19日 | 阿富汗民族联盟 |

## 出典
- rulers.org - Afghanistan （页面存档备份，存于）

1. ↑  . DW.COM.   [2024-08-26]. （原始内容存档于2022-02-13）.